# Děs v prádelně
Děs v prádelně (v originále The Mangler) je americký hororový film z roku 1995 režiséra Tobe Hoopera. Film je založen na povídce Šroťák Stephena Kinga z roku 1972. Hlavní role ve filmu ztvárnili Robert Englund, Ted Levine, Daniel Matmor a Vanessa Pike.

## Děj
Policista John Hunton (Ted Levine) je povolán k vyšetření smrtelné nehody v prádelně Blue Ribbon. Tam se kolem rychložehlicího a skládacího stroje, tedy mandlu, dějí podivné věci. Starý mandl, model 6, jako by byl totiž posedlý a prahnoucí po lidské krvi. Podivný majitel prádelny pan Gartley (Robert Englund) ale nijak zvlášť překvapený vraždícími choutkami stroje, zdá se, není. A záhy se začínají dít další nevysvětlitelné nehody...